# Pekach

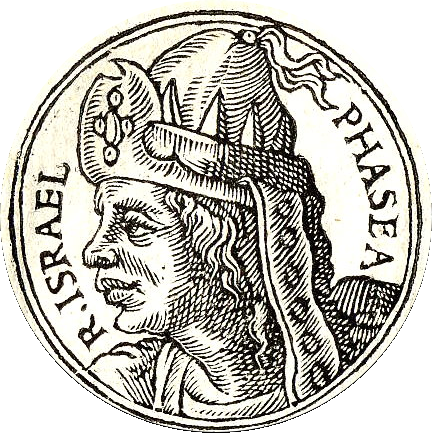
Pekach aus „Promptuarii Iconum Insigniorum“

Pekach war der vorletzte König des Nordreichs Israel. Seine Regierungsdaten werden in aktuellen Standardwerken mit 735–732 v. Chr. angegeben; seine Residenz war Samaria.

## Etymologie des Namens
Der hebräische Personenname פֶּקַח pæqaḥ „Pekach“ ist die Kurzform eines Verbalsatznamens, dessen Subjekt (und theophores Element) entfallen ist. Sein Prädikat leitet sich von der Verbwurzel פּקח pqḥ, deutsch ‚öffnen‘ ab. Der Name lässt sich als „(Gott) hat geöffnet“ übersetzen. Dies bezieht sich auf die Geburt des Namenträgers: Gott ist derjenige, der den Mutterschoß öffnet. In der Septuaginta-Edition von Rahlfs wird der Namen als Φακεε Phakee wiedergegeben, im Antiochenischen Text dagegen als Φακεαι Phakeai. Die Vulgata hat die Namensform Phacee.

## Militärputsch
Pekach, der Sohn des Remalja (Remaljahu), war nach 2 Kön 15,25  ein Offizier (Vorkämpfer) des Königs Pekachja. Dieser war seinem Vater Menahem nachgefolgt, der ein Vasallenverhältnis zum Neuassyrischen Reich eingegangen war. Menahem, ein Usurpator, konnte die Tributleistungen an Assur nur mit brutaler Gewalt aufbringen; das wurde unter seinem Sohn nicht anders. Pekach ermordete diesen im Wohnturm des königlichen Palastes von Samaria. Dabei hatte er möglicherweise die Unterstützung der Aramäer. „Das Motiv dieses neuen Königsmords liegt am Tage. Der assurhörige Menahem-Sohn sollte durch einen Exponenten der assurfeindlichen Partei ersetzt werden.“

## Antiassyrische Koalition
Im Jahr 733 oder 732 ging Pekach von Israel mit Rezin von Damaskus und Hiram II. von Tyros ein Militärbündnis ein, um sich aus dem assyrischen Vasallenverhältnis zu lösen. König Ahas von Juda weigerte sich, diesem Bündnis beizutreten. Entweder war er bereits loyaler assyrischer Vasall oder er wurde es in dieser Situation und bat Assur um Militärhilfe. Pekach und Rezin übten erheblichen Druck auf ihn aus. Traditionell werden die folgenden Ereignisse von Bibelwissenschaftlern als Syrisch-Ephraimitischer Krieg bezeichnet, d. h. als aggressives Vorrücken der Aramäer (=Syrien) und Israeliten (=Ephraim) auf den Kleinstaat Juda, um in Jerusalem einen mit ihnen kooperierenden König zu installieren. Es gibt verschiedene Versuche, Texte aus den biblischen Prophetenbüchern (Hosea und Jesaja) heranzuziehen, um ein Bild vom Ablauf dieses kurzen Krieges zu gewinnen. 
Martin Noth referierte das besonders von Albrecht Alt entwickelte Szenario so: Nach 2 Kön 15,37 , 2 Kön 16,5  und Jes 7,1  begannen die vereinigten Streitkräfte der Aramäer und Israeliten mit der Belagerung Jerusalems, um Ahas zu stürzen und den „Sohn Tabeals“ als König zu installieren (Jes 7,6 , aufgrund seines Vatersnamens offenbar ein Aramäer oder Phönizier). Sie waren zunächst erfolgreich (Hos 5,8–11 ), und Ahas wurde vom Propheten Jesaja bestärkt, ruhig und zuversichtlich zu bleiben. Ahas sandte aus dem Tempelschatz ein „Geschenk“ an Tiglatpileser III., um diesen zur Hilfe zu rufen – wo sich der assyrische Herrscher zu diesem Zeitpunkt befand, ist unbekannt. Noth merkte an, dass Tiglatpileser III. ohnehin die Unterwerfung Syrien-Palästinas vorantrieb und deshalb „überhaupt nicht des Hilfegesuchs des Ahas bedurfte.“ Der stärkste Gegner dieser Expansionspläne war Damaskus. Deshalb wandte sich Tiglatpileser III. zuerst gegen das Nordreich Israel. Damit konnte er Damaskus isolieren und die Kleinstaaten in diesem Raum in Schach halten. Nach 2 Kön 15,29  rückte er von Norden kommend in den Jordangraben vor und eroberte die Regionen Gilead und Galiläa. Aus diesen Territorien bildete er assyrischen Quellen zufolge zwei neue Provinzen Megiddo (Magidû) und Gilead (Galʾad).
Für Pekach blieb nach dieser assyrischen Strafexpedition nur mehr ein Rumpfstaat um die Residenz Samaria übrig. Kurz darauf wurde er von proassyrischen Putschisten getötet (2 Kön 15,30 ). Sie setzten Hoschea als neuen König ein, der von assyrischer Seite bestätigt wurde und als Vasall Tribut zahlte.

## Chronologieprobleme
Die von den biblischen Königebüchern tradierten Regierungsdaten der letzten Könige Israels bereiten den Exegeten Probleme, da sie mit außerbiblischen Angaben nicht zusammenpassen. Das wird gerne dadurch gelöst, dass der textlich sehr gut abgesicherte Satz, Pekach habe 20 Jahre in Samaria regiert 2 Kön 15,27 , zugunsten einer plausibleren Regierungszeit korrigiert wird. Entweder soll Pekach schon unter den Königen Menahem und Pekachja hohe Ämter bekleidet haben, die dann im Nachhinein als königliches Regieren gezählt worden wären, oder Pekach habe ein Gegenkönigtum in Gilead errichtet, bis es ihm gelungen sei, Pekachja in Samaria zu stürzen, oder Pekach habe sich als legitimen Nachfolger der Jehu-Dynastie betrachtet und seine Jahre ab dem Sturz dieser Dynastie berechnen lassen. Es handelt sich bei diesen Vorschlägen deutlich um eine komplexe, mit verschiedenen Hilfskonstruktionen arbeitende „Justierung der biblischen Angaben bis zur Stimmigkeit des biblischen Systems“, so Christian Frevel, der stattdessen vorschlägt, „dass eine Rekonstruktion der Ereignisgeschichte nicht ausschließlich auf den biblischen Angaben fußen sollte.“